# El entrerriano
«El entrerriano» está considerado como el primer tango publicado. Fue compuesto y publicado como tema instrumental entre 1897 y 1898 por el músico afroargentino Rosendo Mendizábal, bajo el nombre de A. Rosendo, con la peculiaridad de estar el título escrito con falta de ortografía como El entreriano. 
Dentro de los primeros registros fonográficos de esta obra se encuentra el de 1911 por la Banda Municipal bajo el sello Columbia Record, el de 1913 por el Quinteto Criollo "Tano Genaro" bajo el sello Atlanta, y también ese mismo año por Eduardo Arolas bajo el sello Odeon.
Con posterioridad el tema recibió cuatro letras, escritas por A. Semino y S. Rotondara, Vicente Planells del Campo y Oscar Amor, Julián Porteño y Homero Expósito, siendo la de este último la más conocida.

## Historia

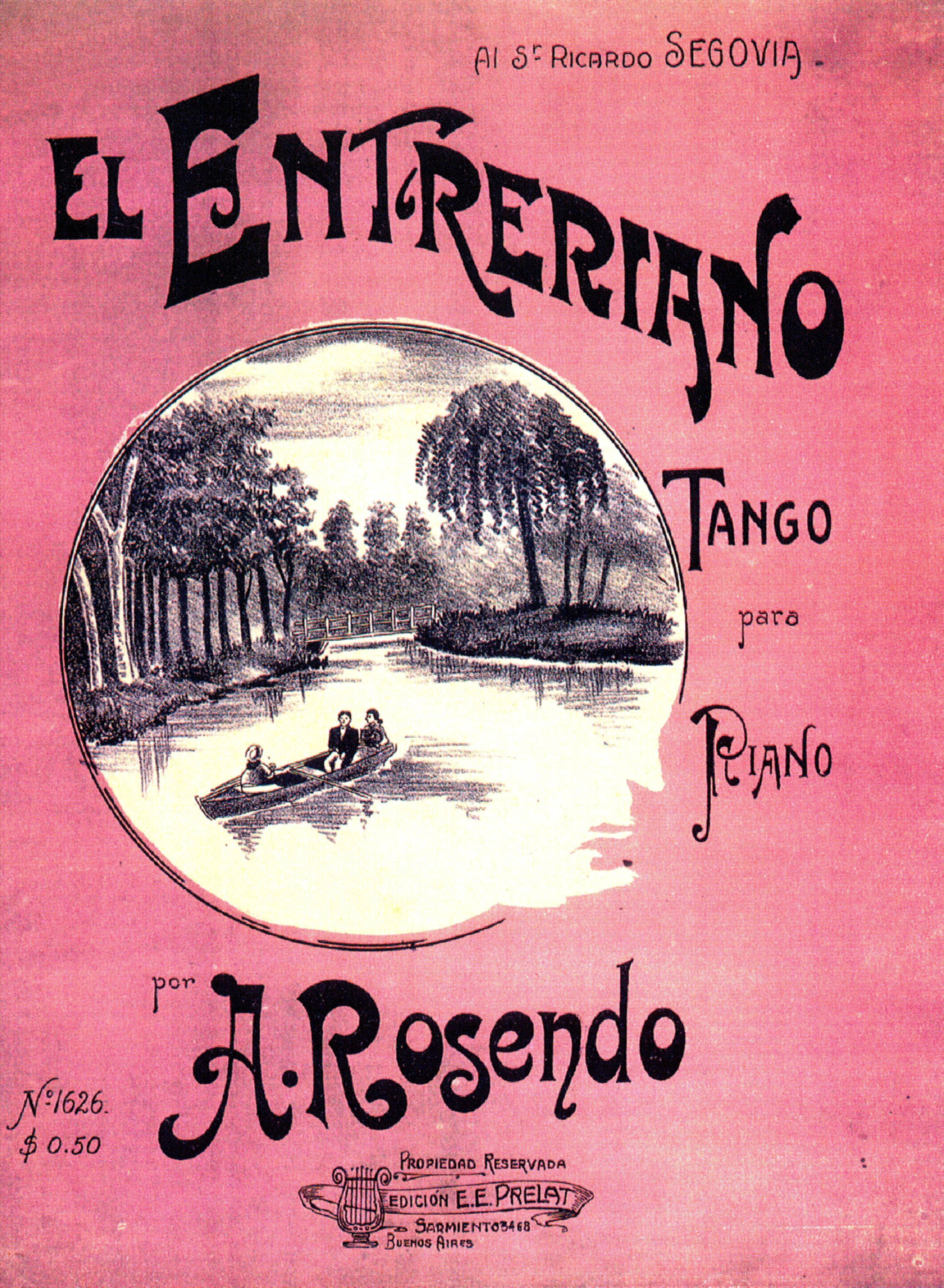
Carátula de la partitura de El entrerriano, dedicada al estanciero entrerriano Ricardo Segovia.

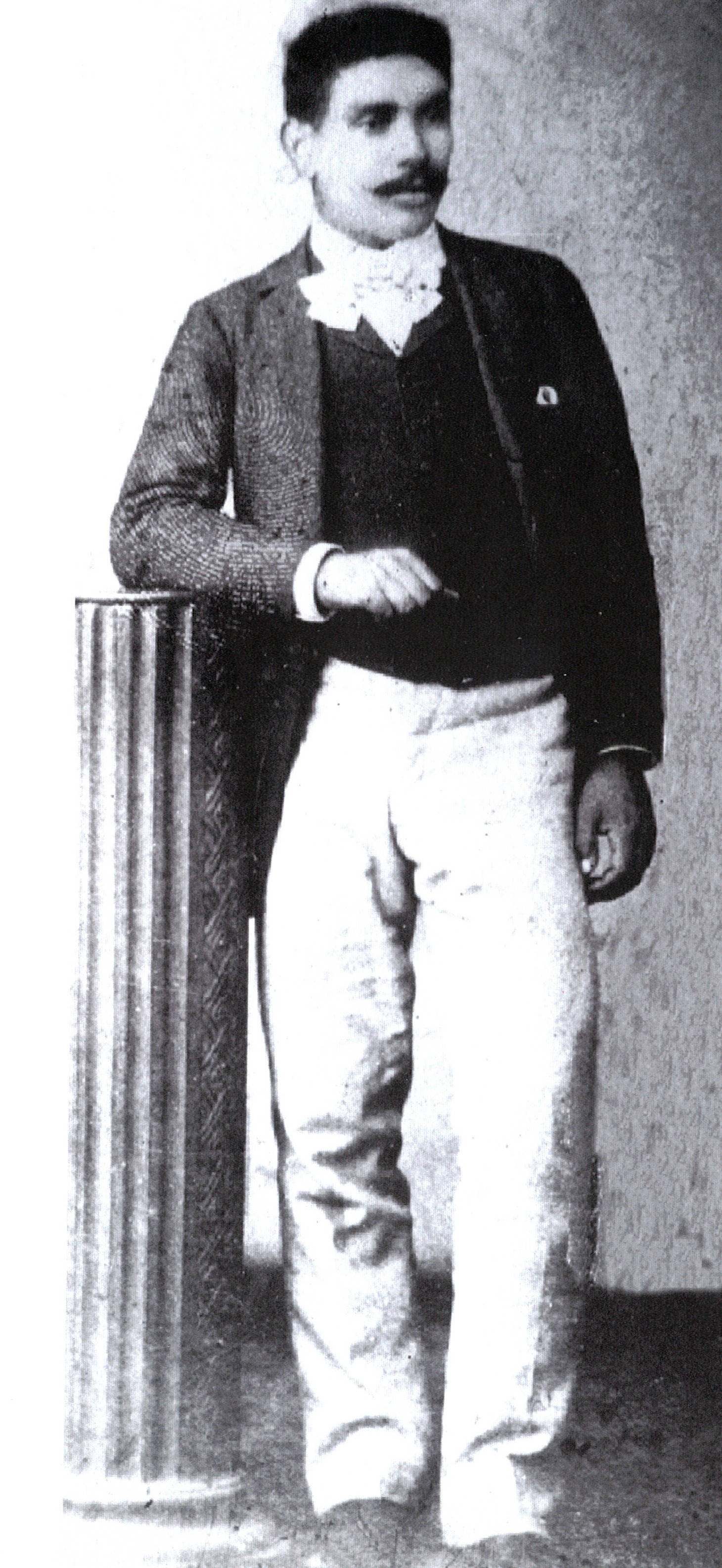
Rosendo Mendizábal (1868-1913), autor de "El entrerriano".

El autor de "El entrerriano", Rosendo Mendizábal (1868-1913), fue un músico afroargentino que se destacó en el ambiente musical popular de Buenos Aires en la última década del siglo XIX y primera del siglo XX, justo en el preciso momento en que el tango definía su identidad, luego de un largo proceso de fusión de culturas y ritmos musicales, debido a la enorme ola de inmigración. Precisamente, "El entrerriano" es considerado uno de los tres tangos iniciales que definieron la identidad musical del tango, que ya había adquirido su propia identidad en la danza canyengue, con una sensual coreografía de pareja enlazada estrechamente, utilizando cortes y quebradas. Los otros dos tangos a los que se atribuye ser iniciadores del tango rioplatense son «Don Juan» (1899), de Ernesto Ponzio, y «El choclo» (1903), de Ángel Villoldo.
El momento histórico de la composición de "El entrerriano" ha sido dado a conocer por los historiadores Héctor y Luis Bates en su obra Las historias del tango: sus autores (1936). Allí los primos Bates publican el relato de José Guidobono, quien en 1934 les enviara una carta detallando el acontecimiento en el que estuvo presente del siguiente modo:

Existía una casa de baile que era conocida por "María la Vasca". Allí se bailaba todas y toda la noche, a tres pesos hora por persona. Encontraba en esos bailes a estudiantes, cuidadores y jockeys y en general, gente bien. El pianista oficial era Rosendo y allí fue donde por primera vez se tocó "El entrerriano". Era una noche en que varios socios del "Z Club" habían tomado la sala por varias horas de baile; recuerdo que siendo más o menos las dos a.m., golpearon la puerta. Atendió "María la Vasca" y regresó diciendo que eran los jockeys Pablo Aguilera, el famoso corredor de Pillito, Rafael Bastiani y otros más cuyos nombres no recuerdo, y nos pedían que les permitiésemos participar del baile. Gustosos accedimos y así se bailó hasta las 6 a.m. Al retirarnos lo saludé a Rosendo, de quien era amigo, y lo felicité por su tango inédito y sin nombre, y me dijo: "Se lo voy a dedicar a usted, póngale nombre". Le agradecí pero no acepté, y debo decir la verdad, no lo acepté porque eso me iba a costar por lo menos cien pesos, al tener que retribuir la atención. Pero le sugerí la idea de que se lo dedicase a Segovia, un muchacho que paseaba con nosotros, amigo también de Rosendo y admirador; así fue, Segovia aceptó el ofrecimiento de Rosendo. Y se le puso "El entrerriano" porque Segovia era oriundo de Entre Ríos.

El Z Club era un grupo cerrado de cuarenta jóvenes de clase alta que organizaba fiestas orgiásticas que incluían música y baile de tango. Para eso contrataban prostitutas de "bajo nivel" y alquilaban casas de baile donde realizaban sus orgías. El Z Club había sido fundado por el escribano Esteban Benza, a quien Augusto P. Berto dedicó el tango "Don Esteban". José Guidobono era uno de los miembros del club al igual que el estanciero entrerriano Ricardo Segovia al que se refiere el título del tango. Mendizábal también compuso un tango dedicado al club, titulado justamente "Z Club", que fue grabado en 1908 por Victor Record (n.º 62.208), interpretado por la Orquesta del Teatro Apolo dirigida por Enrique Cheli.
María La Vasca era María Rangola, una inmigrante vasca que regenteaba una casa de tango y prostíbulo ubicada en la actual calle Carlos Calvo 2721 (entonces calle Europa). 
Mendizábal tenía poco menos de 20 años al componer el tema. Se trata de un tango ternario (dos partes a la que se agrega una tercera), forma tanguera que luego sería reemplazada por estructuras binarias (estrofa y estribillo).